# Cultiu d'esput
El cultiu d'esput és una tècnica de laboratori utilitzada en medicina per buscar organismes que causen infeccions dels pulmons i bronquis. És una prova no invasiva i fàcil de realitzar. No hi ha presència de dolor ni altres molèsties severes durant la tècnica. Sovint, es pot sentir alguna petita molèstia per haver de tossir contínuament per expectorar el moc.

## Preparació per l'examen
La preparació de l'examen no requereix intervencions o activitats complexes. Només cal recordar beure aigua, ja que, això, facilita l'expectoració de mucositat per realitzar la prova correctament.

## Realització de la prova
Aquesta tècnica no té cap complexitat associada i es pot fer sense cap preparació exhaustiva. Per dur a terme la prova els professionals sanitaris li demanaran tossir profundament i intentar expectorar mucositat en un pot estèril que posteriorment, s'enviarà a laboratori. Els professionals sanitaris li poden demanar que faci tres respiracions profundes per ajudar a expectorar el moc.

## Anàlisi de la prova
Un cop feta la tècnica, la prova es portarà al laboratori. Allà l'analitzaran de forma precisa per observar si hi ha presència de microorganismes que poden causar infecció. L'esput es col·loca en un plat estèril i mitjançant el microscopi s'observa si hi ha proliferació de patògens.

## Resultats anormals
Aquesta tècnica es realitza quan hi ha simptomatologia compatible amb infecció d'origen víric, bacterià o fúngica. Un resultat alterat pot donar informació en relació amb diferents patologies. Fa una petita aproximació al diagnòstic.
Algunes de les infeccions i patologies més comunes amb un esput alterat són: tuberculosi (TBC), pneumònia, abscés pulmonar, bronquitis i reagudització de la malaltia pulmonar obstructiva crònica (MPOC).
Altres patologies per les quals es pot realitzar el cultiu d'esput són: bronquièctasis, pneumònia atípica, infecció microbacteriana atípica, pneumònia per broncoaspiració, tuberculosi disseminada, pneumònia viral, pneumònia intrahospitalària, pneumònia per micoplasma, aspergiloma pulmonar, aspergilosi pulmonar tipus invasiu, criptococcosi, entre d'altres.